# 弘前市立東小学校
弘前市立東小学校（ひろさきしりつ ひがししょうがっこう）は、青森県弘前市大字城東中央5丁目にある公立小学校。

## 沿革
- 1981年（昭和56年） - 校舎完成[1]。
- 1982年（昭和57年）
  - 4月1日 - 弘前市城東中央5丁目に開校。和徳小学校、豊田小学校、第一大成小学校から分離[2][3]。
  - 6月23日 - 校章制定[4]。
- 2022年（令和4年）10月22日 - 創立40周年記念式典挙行[5]。

## 学区
- JR奥羽本線・弘南鉄道弘南線弘前駅の東側の地区にある。

高崎、松ケ枝1丁目の一部、松ケ枝3丁目、和泉1丁目の一部、和泉2丁目の一部、高崎1丁目、高崎2丁目の一部、城東中央全域、稲田1・2丁目、城東北1～4丁目、高田2～4丁目、末広1～4丁目、田園1～3丁目

## 交通
- 弘南バス
  - 城東環状・駅城東口100円バス・福田線で、
    - 長四郎公園停留所より、
      - 弘前駅城東口方面のりばから、徒歩約540m・約9分。
      - さくら野弘前店方面のりばから、徒歩約615m・約10分。

    - 城東北三丁目停留所より
      - 弘前駅]城東口方面のりばから、徒歩約565m・約9分。
      - さくら野弘前店方面のりばから、徒歩約630m・約10分。

  - なお、さくら野弘前店 - 駒越・聖愛高校線で城東中央五丁目停留所が学校に最も近いが、運行は冬季のみで、なおかつ高校登校日の1本のみとなる。

## 周辺
- 弘前地区消防事務組合東消防署 - 敷地が隣接。
- 国土交通省青森河川国道事務所弘前国道維持出張所 - 敷地が隣接。
- 国道7号線
  - 国道7号線の東側には、ニトリ弘前店等の商業施設が点在する。
- 青森県警弘前警察署城東交番
- 津軽平川土地改良区